# Давід Барнеа
Давід «Даді» Барнеа (івр. דוד (דדי) ברנע; нар. 29 березня 1965, Ашкелон, Ізраїль) — тринадцятий директор служби зовнішньої розвідки Ізраїлю «Моссад», замінив Йосі Коена в червні 2021 року.

## Раннє життя
Барнеа народився в Ашкелоні та виріс у Рішон-ле-Ціоні. Його батько, Йосеф Брунер (Барнеа), утік із родиною з нацистської Німеччини та репатриювався до Ізраїлю у віці трьох років. Йосеф закінчив єшиву «Га-Поель га-мізрахі» в Бней-Браці і приєднався до загонів організації «Пальмах», що боролась за незалежність Ізраїлю у віці 16 років. Воював у Третьому батальйоні організації в Набі-Юші та Цфаті, а потім служив у ВПС Ізраїлю. Також був менеджером у компанії Tadiran. Його мати, Наомі, народилася на борту депортаційного судна «Патрія» і працювала вчителем і директором школи.
Барнеа навчався у військовій командній школі-інтернаті в Тель-Авіві і пішов на службу до ЦАГАЛю в 1983 році. Він проходив військову службу в розвідувальному полку Генерального штабу (Саєрет Маткаль). Пізніше навчався в Сполучених Штатах, здобувши ступінь бакалавра в Нью-Йоркському технологічному інституті та ступінь MBA в Університеті Пейс. Потім працював бізнес-менеджером в інвестиційному банку в Ізраїлі.

## Кар'єра
У 1996 році приєднався до Моссаду. Пройшов курс офіцерів-інкасаторів і служив у дивізії Цомет, командуючи оперативними підрозділами в Ізраїлі та за кордоном. Протягом двох з половиною років працював заступником начальника відділу Кешет, який займається проникненням і спостереженням за цілями. У 2013 році був призначений керівником відділу Цомет, де очолюваному ним відділу були вручені чотири нагороди з національної безпеки Ізраїлю. У 2019 році був призначений заступником голови Моссаду. У 2021 році було вирішено, що його призначать главою Моссаду.

## Особисте життя
Барнеа одружений і є батьком чотирьох дітей.